# Cateri
Cateri (korsisch I Catari oder I Cateri) ist eine Gemeinde im französischen Département Haute-Corse auf der Insel Korsika. Sie gehört zum Kanton Calvi im Arrondissement Calvi. Die Bewohner nennen sich Catérais oder Cataracci.

## Geografie
Cateri liegt im korsischen Gebirge auf ungefähr 300 Metern über dem Meeresspiegel. Die Gemeinde grenzt im Norden an Aregno und Sant’Antonino, im Osten an Feliceto und Muro, im Süden an Avapessa, im Südwesten an Montegrosso und im Westen an Lavatoggio.

## Bevölkerungsentwicklung
| Jahr      | 1962 | 1968 | 1975 | 1982 | 1990 | 1999 | 2008 | 2012 |
| --------- | ---- | ---- | ---- | ---- | ---- | ---- | ---- | ---- |
| Einwohner | 184  | 184  | 191  | 251  | 210  | 219  | 209  | 233  |

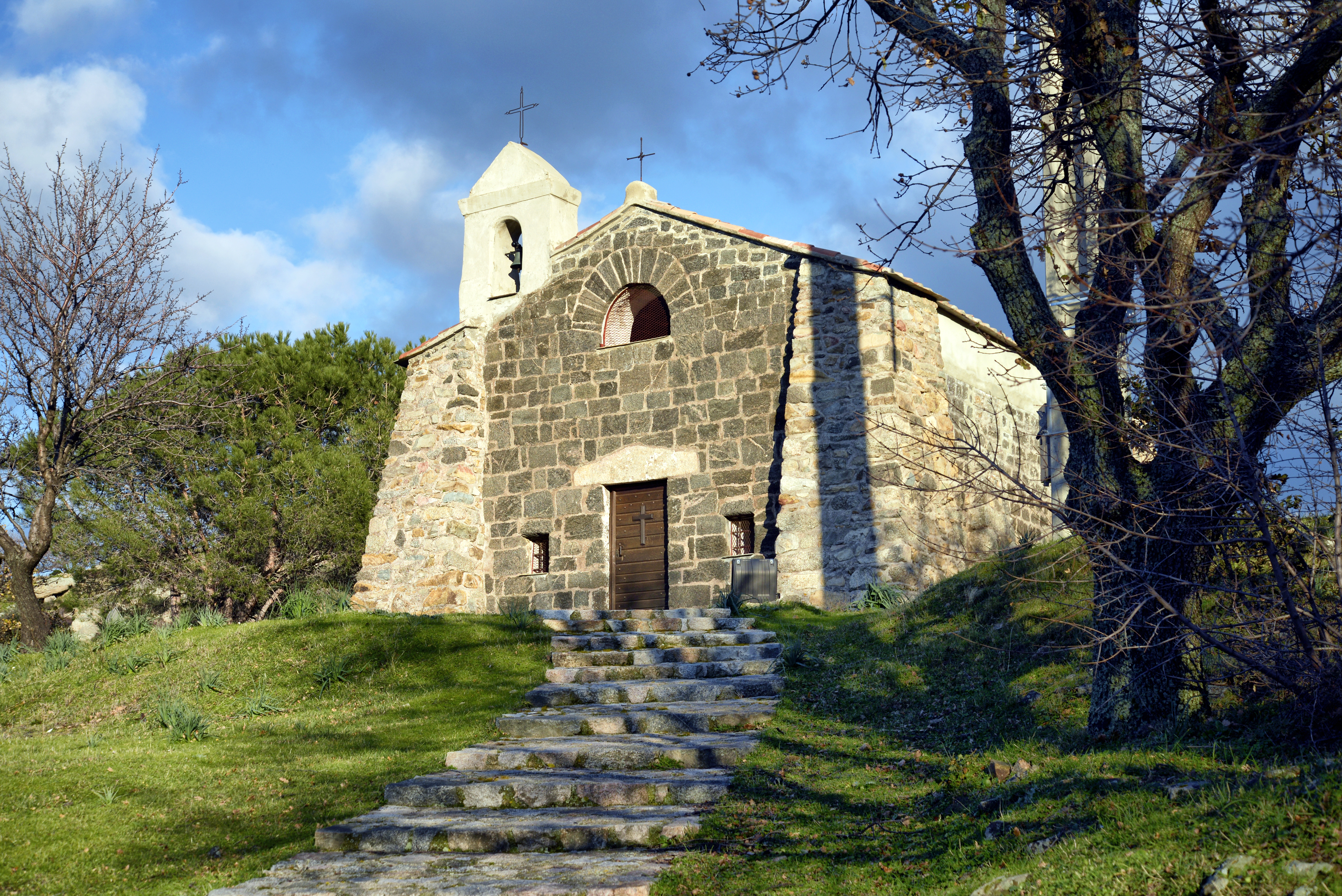
Kapelle San Cesareo resp. Saint-Césaire
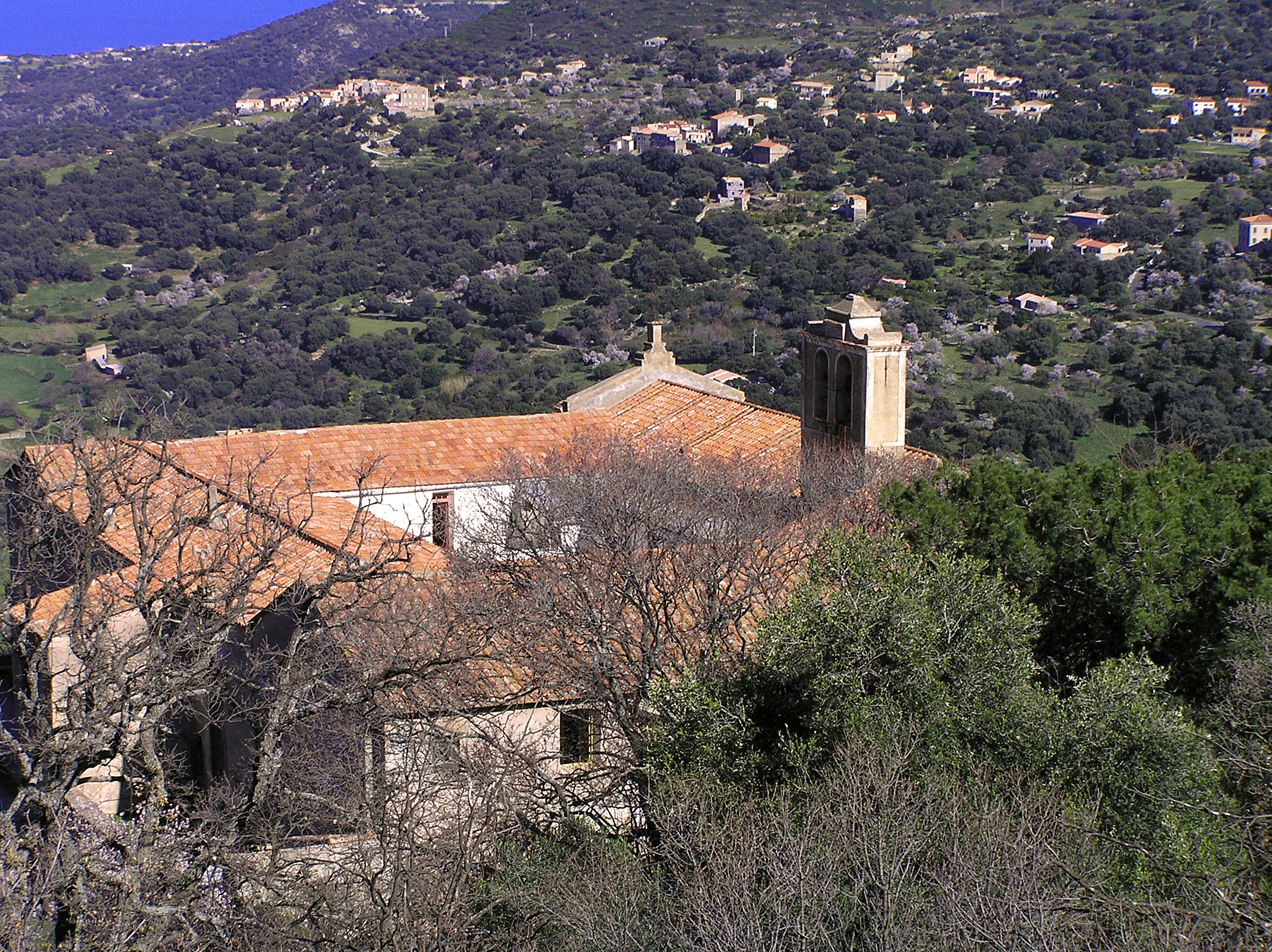
Couvent de Marcasso
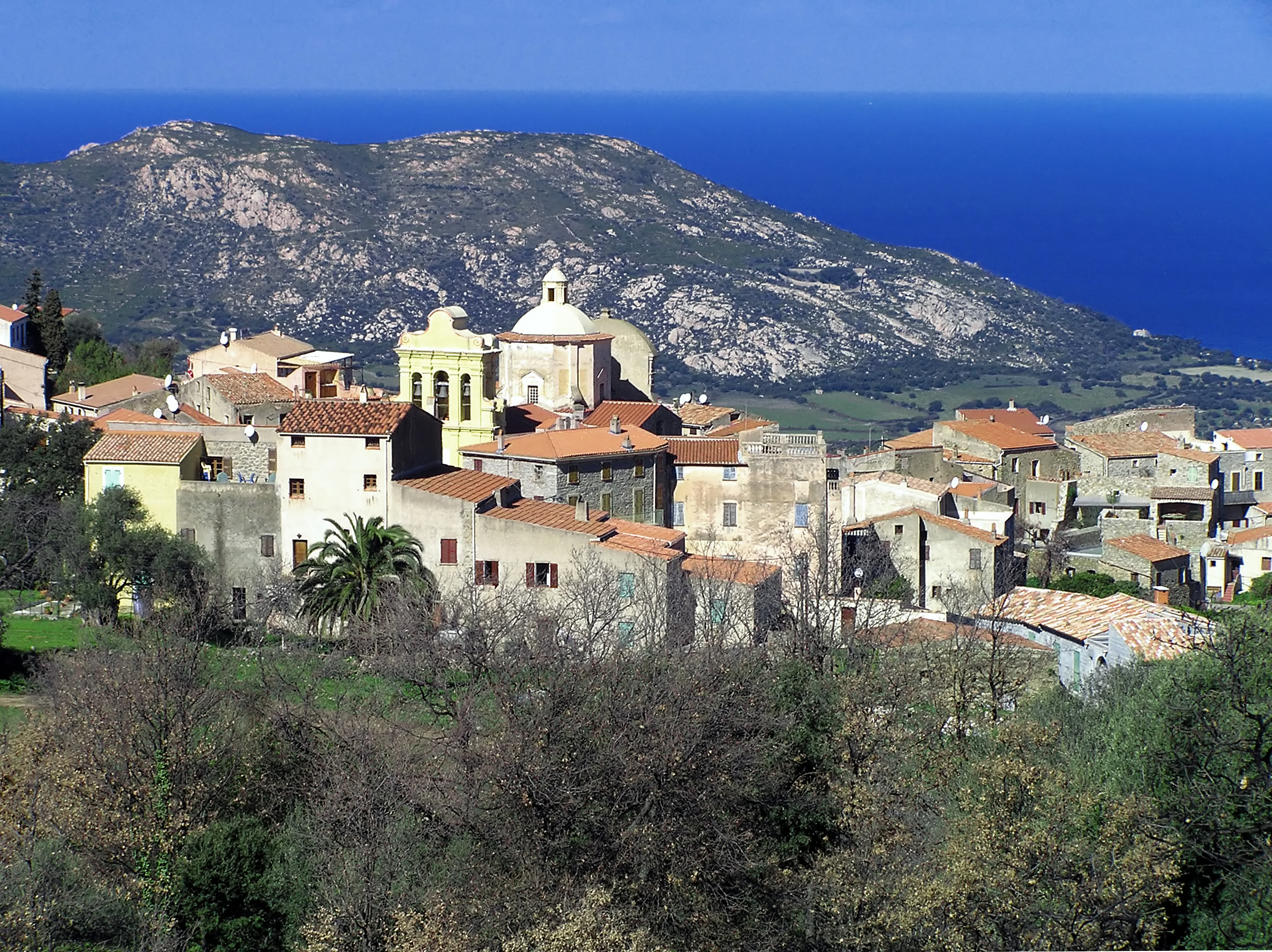
Kirche Santa-Lucia